# Tweede Kamerverkiezingen in het kiesdistrict Maastricht (1888-1918)

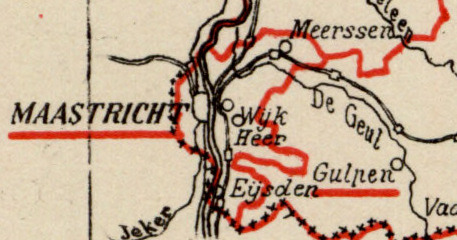
Kiesdistrict Maastricht (1888)

Tweede Kamerverkiezingen in het kiesdistrict Maastricht (1888-1918) geeft een overzicht van verkiezingen voor de Nederlandse Tweede Kamer in het kiesdistrict Maastricht in de periode 1888-1918.
Het kiesdistrict Maastricht was al ingesteld in 1848. De indeling van het kiesdistrict werd gewijzigd na de grondwetsherziening van 1887; tevens werd het kiesdistrict toen omgezet in een enkelvoudig district. Tot het kiesdistrict behoorden de volgende gemeenten: Amby, Eijsden, Gronsveld, Heer, Maastricht, Meerssen, Oud-Vroenhoven en Sint Pieter.
Het kiesdistrict Maastricht vaardigde in deze periode per zittingsperiode één lid af naar de Tweede Kamer. 
Legenda
- cursief: in de eerste verkiezingsronde geëindigd op de eerste of tweede plaats, en geplaatst voor de tweede ronde;
- vet: gekozen als lid van de Tweede Kamer.

## 6 maart 1888
De verkiezingen werden gehouden na vervroegde ontbinding van de Tweede Kamer.
|                                | 6 maart |
| ------------------------------ | ------- |
| Kiesgerechtigden               | 2.194   |
| Opkomst                        | 1.412   |
| Geldige stemmen                | 1.388   |
| Blanco stemmen                 | 21      |
| Kandidaten                     |         |
| G.L.M.H. Ruijs van Beerenbroek | 1.070   |
| L.F.H. Michiels van Kessenich  | 305     |

## 15 mei 1888
Gustave Ruijs van Beerenbroek, gekozen bij de verkiezingen van 6 maart 1888, nam zijn benoeming niet aan vanwege zijn toetreding op 21 april 1888 tot het na de verkiezingen geformeerde kabinet-Mackay. Om in de ontstane vacature te voorzien werd een naverkiezing gehouden.
|                               | 15 mei |
| ----------------------------- | ------ |
| Kiesgerechtigden              | 2.194  |
| Opkomst                       | 1.687  |
| Geldige stemmen               | 1.594  |
| Blanco stemmen                | 87     |
| Kandidaten                    |        |
| J.H.J. Schreinemacher         | 889    |
| E.F.H.J. de Beaumont          | 658    |
| L.F.H. Michiels van Kessenich | 25     |

## 9 juni 1891
De verkiezingen werden gehouden na ontbinding van de Tweede Kamer.
|                       | 9 juni |
| --------------------- | ------ |
| Kiesgerechtigden      | 2.406  |
| Opkomst               | 1.115  |
| Geldige stemmen       | 1.073  |
| Blanco stemmen        | 41     |
| Kandidaten            |        |
| J.H.J. Schreinemacher | 850    |
| W.L. de Petit         | 137    |
| W.H. Vliegen          | 70     |

## 28 juni 1892
Jan Schreinemacher, gekozen bij de verkiezingen van 9 juni 1891, overleed op 2 juni 1892. Om in de ontstane vacature te voorzien werd een tussentijdse verkiezing gehouden.
|                   | 28 juni | 12 juli |
| ----------------- | ------- | ------- |
| Kiesgerechtigden  | 2.496   | 2.496   |
| Opkomst           | 1.987   | 2.130   |
| Geldige stemmen   | 1.946   | 2.081   |
| Blanco stemmen    | 37      | 47      |
| Kandidaten        |         |         |
| M. de Ras         | 534     | 1.167   |
| C. Schreinemacher | 639     | 914     |
| G.A.A. Tripels    | 474     |         |
| G.L.D. Franquinet | 294     |         |

## 10 april 1894
De verkiezingen werden gehouden na vervroegde ontbinding van de Tweede Kamer.
|                  | 10 april |
| ---------------- | -------- |
| Kiesgerechtigden | 2.460    |
| Opkomst          | 690      |
| Geldige stemmen  | 650      |
| Blanco stemmen   | 36       |
| Kandidaten       |          |
| M. de Ras        | 620      |

## 15 juni 1897
De verkiezingen werden gehouden na ontbinding van de Tweede Kamer.
|                  | 15 juni |
| ---------------- | ------- |
| Kiesgerechtigden | 4.073   |
| Opkomst          | 2.773   |
| Geldige stemmen  | 2.708   |
| Blanco stemmen   | 65      |
| Kandidaten       |         |
| M. de Ras        | 1.785   |
| G.A.A. Tripels   | 600     |
| W.H. Vliegen     | 323     |

## 2 maart 1900
Martin de Ras, gekozen bij de verkiezingen van 15 juni 1897, trad op 1 februari 1900 af vanwege zijn benoeming als militiecommissaris van het eerste militiedistrict van Limburg. Om in de ontstane vacature te voorzien werd een tussentijdse verkiezing gehouden.
|                  | 2 maart |
| ---------------- | ------- |
| Kiesgerechtigden | 4.549   |
| Opkomst          | 1.720   |
| Geldige stemmen  | 1.659   |
| Blanco stemmen   | 61      |
| Kandidaten       |         |
| M. de Ras        | 956     |
| J.L.G.L.P. Haex  | 703     |

## 14 juni 1901
De verkiezingen werden gehouden na ontbinding van de Tweede Kamer.
|                  | 14 juni |
| ---------------- | ------- |
| Kiesgerechtigden | 4.995   |
| Opkomst          | 3.421   |
| Geldige stemmen  | 3.340   |
| Blanco stemmen   | 81      |
| Kandidaten       |         |
| M. de Ras        | 2.522   |
| S.P. Baart       | 818     |

## 8 april 1902
Martin de Ras, gekozen bij de verkiezingen van 14 juni 1901, trad op 16 maart 1902 af vanwege zijn benoeming als lid van de Algemene Rekenkamer. Om in de ontstane vacature te voorzien werd een tussentijdse verkiezing gehouden.
|                   | 8 april | 15 april |
| ----------------- | ------- | -------- |
| Kiesgerechtigden  | 4.995   | 4.995    |
| Opkomst           | 3.195   | 3.987    |
| Geldige stemmen   | 3.017   | 3.874    |
| Blanco stemmen    | 178     | 113      |
| Kandidaten        |         |          |
| F.I.J. Janssen    | 1.221   | 2.089    |
| E.E.E. Sassen     | 1.353   | 1.785    |
| S.H.J. Schaepkens | 279     |          |
| A. Nierstrasz     | 164     |          |

## 16 juni 1905
De verkiezingen werden gehouden na ontbinding van de Tweede Kamer.
|                  | 16 juni |
| ---------------- | ------- |
| Kiesgerechtigden | 5.960   |
| Opkomst          | 3.582   |
| Geldige stemmen  | 3.516   |
| Blanco stemmen   | 66      |
| Kandidaten       |         |
| F.I.J. Janssen   | 2.620   |
| S.P. Baart       | 896     |

## 11 juni 1909
De verkiezingen werden gehouden na ontbinding van de Tweede Kamer.
|                  | 11 juni |
| ---------------- | ------- |
| Kiesgerechtigden | 7.409   |
| Opkomst          | 6.289   |
| Geldige stemmen  | 6.177   |
| Blanco stemmen   | 112     |
| Kandidaten       |         |
| F.I.J. Janssen   | 4.179   |
| W.C. de Jonge    | 1.178   |
| J.B.H. Klijnen   | 820     |

## 17 juni 1913
De verkiezingen werden gehouden na ontbinding van de Tweede Kamer.
|                  | 17 juni |
| ---------------- | ------- |
| Kiesgerechtigden | 8.593   |
| Opkomst          | 6.900   |
| Geldige stemmen  | 6.756   |
| Blanco stemmen   | 144     |
| Kandidaten       |         |
| F.I.J. Janssen   | 4,325   |
| W.C. de Jonge    | 1.635   |
| G. Nijpels       | 741     |
| D.J. Wijnkoop    | 55      |

## 15 juni 1917
De verkiezingen werden gehouden na ontbinding van de Tweede Kamer.
|                  | 15 juni |
| ---------------- | ------- |
| Kiesgerechtigden | 9.035   |
| Kandidaten       |         |
| F.I.J. Janssen   |         |

De zeven in de vorige Tweede Kamer vertegenwoordigde partijen hadden afgesproken in elkaars kiesdistricten geen tegenkandidaten te stellen. Janssen was derhalve de enige kandidaat; hij werd zonder nadere stemming gekozen verklaard.

## 3 december 1917
François Janssen, gekozen bij de verkiezingen van 15 juni 1917, trad op 15 november 1917 af vanwege zijn benoeming als rechter bij de arrondissementsrechtbank van Maastricht. Om in de ontstane vacature te voorzien werd een tussentijdse verkiezing gehouden.
|                  | 3 december |
| ---------------- | ---------- |
| Kiesgerechtigden | 9.035      |
| Kandidaten       |            |
| F.I.J. Janssen   |            |

Janssen was de enige kandidaat; hij werd zonder nadere stemming gekozen verklaard.

## Opheffing
De verkiezing van 3 december 1917 was de laatste verkiezing voor het kiesdistrict Maastricht. In 1918 werd voor verkiezingen voor de Tweede Kamer overgegaan op een systeem van evenredige vertegenwoordiging met kandidatenlijsten van politieke partijen.